# 경주 98호 남분 유리병 및 잔
경주 98호 남분 유리병 및 잔(慶州 九十八號 南墳 琉璃甁 및 盞)은 대한민국 경주시 황남동 미추왕릉 지구에 있는 삼국시대 신라 무덤인 황남대총에서 발견된 병 1점과 잔 3점의 유리제품이다. 1978년 12월 7일 대한민국의 국보 제193호로 지정되었다.

## 개요
경주시 황남동 미추왕릉 지구에 있는 삼국시대 신라 무덤인 황남대총에서 발견된 병 1점과 잔 3점의 유리제품이다.
병은 높이 25cm, 배지름 9.5cm이고, 잔① 높이 12.5cm, 아가리 지름 10cm 잔② 높이 8cm, 아가리 지름 10.5cm 잔③ 높이 10.5cm, 아가리 지름 9.5cm의 크기를 하고 있다.
병은 연녹색을 띤 얇은 유리제품으로 타원형의 계란 모양이다. 물을 따르기 편하게 끝을 새 주둥이 모양으로 좁게 오므렸다. 가느다란 목과 얇고 넓게 퍼진 나팔형 받침은 페르시아 계통의 용기에서 볼 수 있는 것이다. 목에는 10개의 가는 청색 줄이 있고, 아가리에는 약간 굵은 선을 돌렸고, 손잡이에는 굵은 청색 유리를 ㄱ자로 붙였다. 손잡이에는 금실이 감겨져 있었는데 이는 무덤에 넣기 전에 이미 손상되어 수리를 한 듯 보인다.
잔①은 병과 같이 연녹색 유리를 사용했고, 위는 넓고 밑은 좁아진 컵 모양을 하고 있다. 아가리 주위는 속이 빈 관(管)모양으로 돌리고, 그 위에 청색 유리띠를 한 줄 둘렀다. 몸체의 윗쪽에는 청색 유리로 물결무늬를 두르고, 밑쪽에는 격자무늬를 도드라지게 새겼다.
잔②는 색은 연녹색이고 아가리가 넓다. 아가리 주위는 약간 도톰하게 돌기가 있으며, 밑면 가운데 부분이 약간 들어가 있다.
잔③ 역시 연녹색이고 아가리가 넓은 원통형이다. 아가리 주위는 관(管) 모양이고 위와 아래에는 약간 청색을 띠고 있다.
모두 파손이 심한 상태로 발굴되었으나 다행히 원형을 알아 볼 수 있게 복원되었다. 병과 잔①은 매우 가까운 거리에서 출토되어 아마 세트를 이루었던 것으로 짐작된다. 유리의 질과 그릇의 형태 색깔로 미루어 서역에서 수입된 것으로 보이며, 그 당시 서역과의 문화 교류를 알게 해 주는 자료가 된다.

## 갤러리

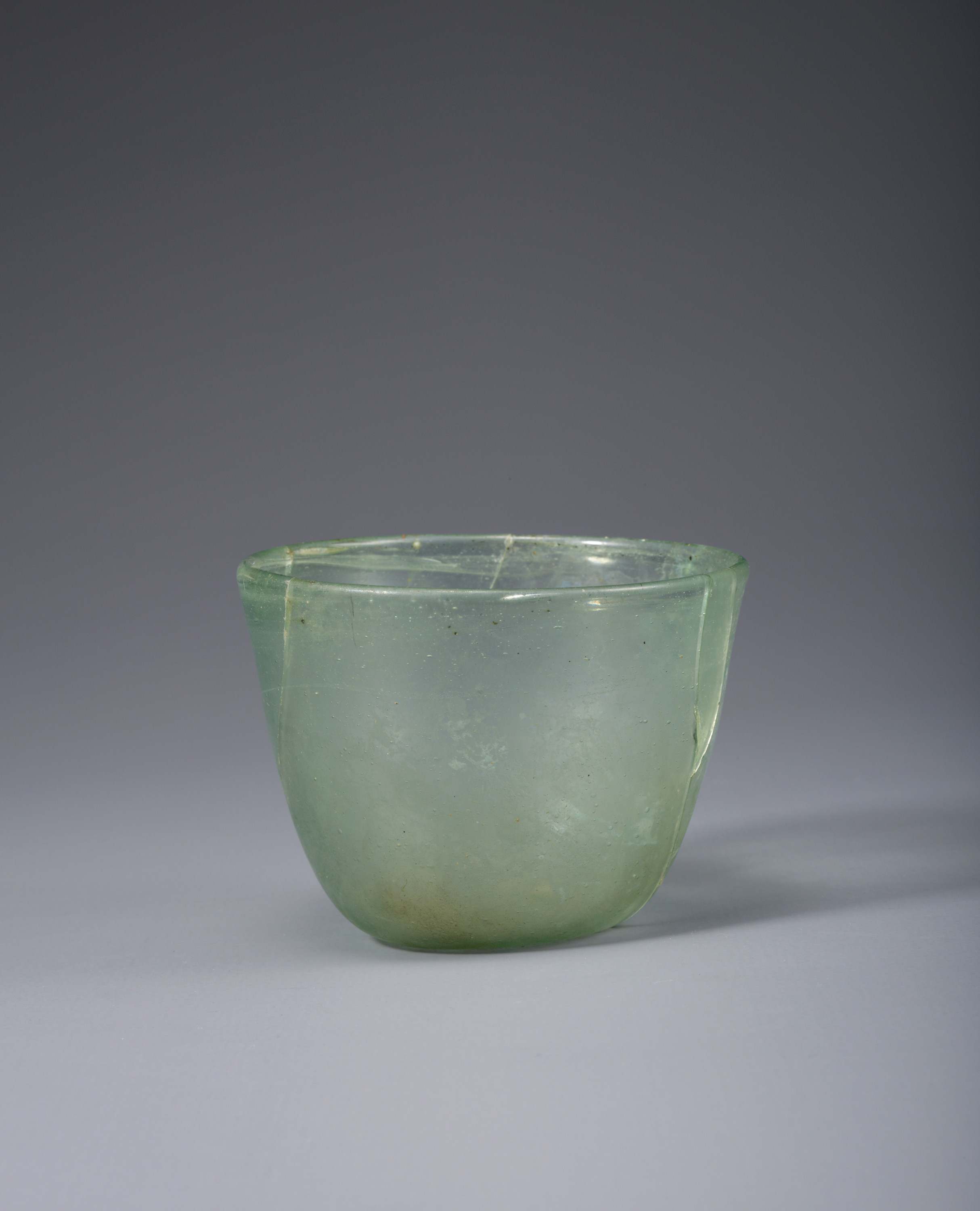
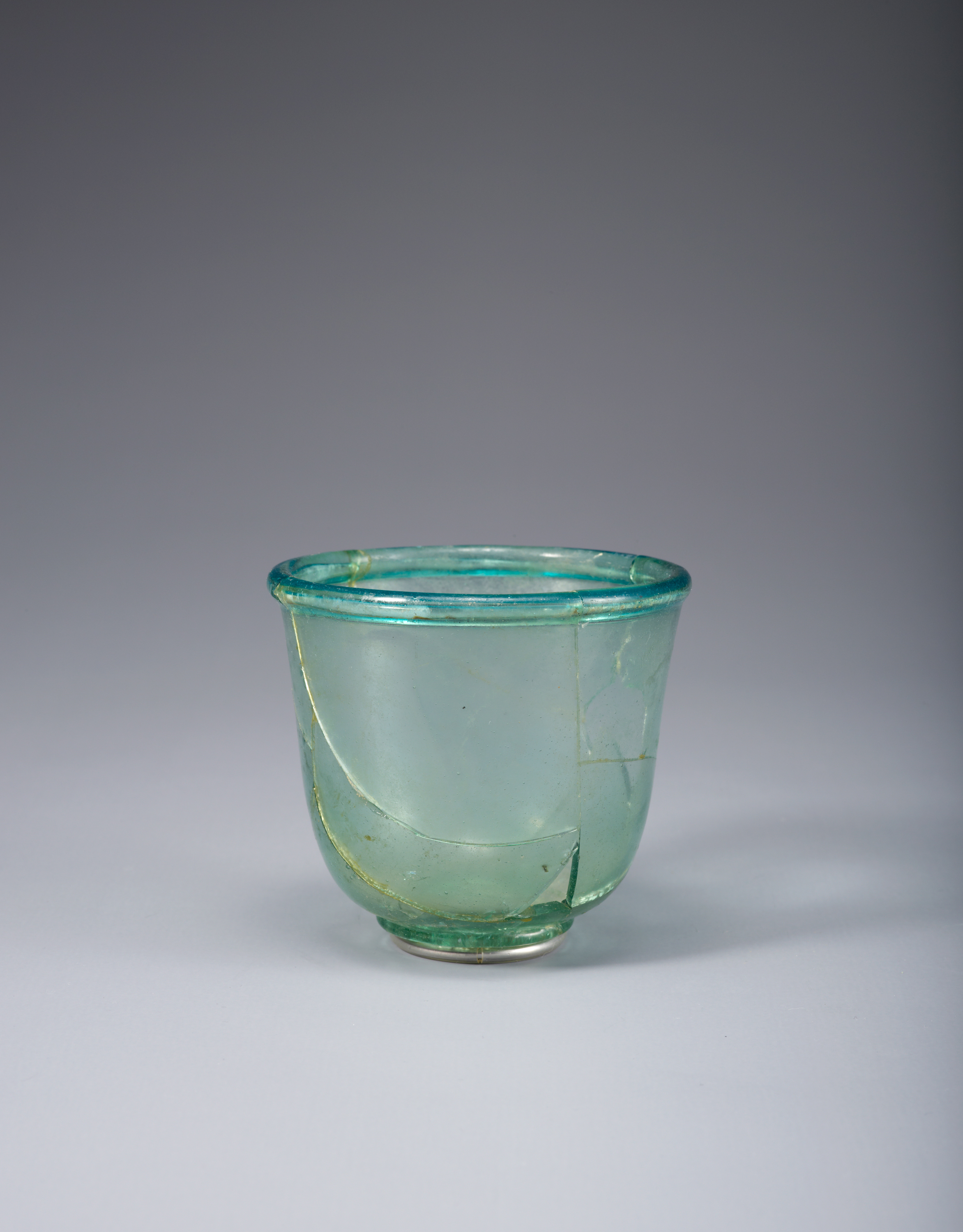
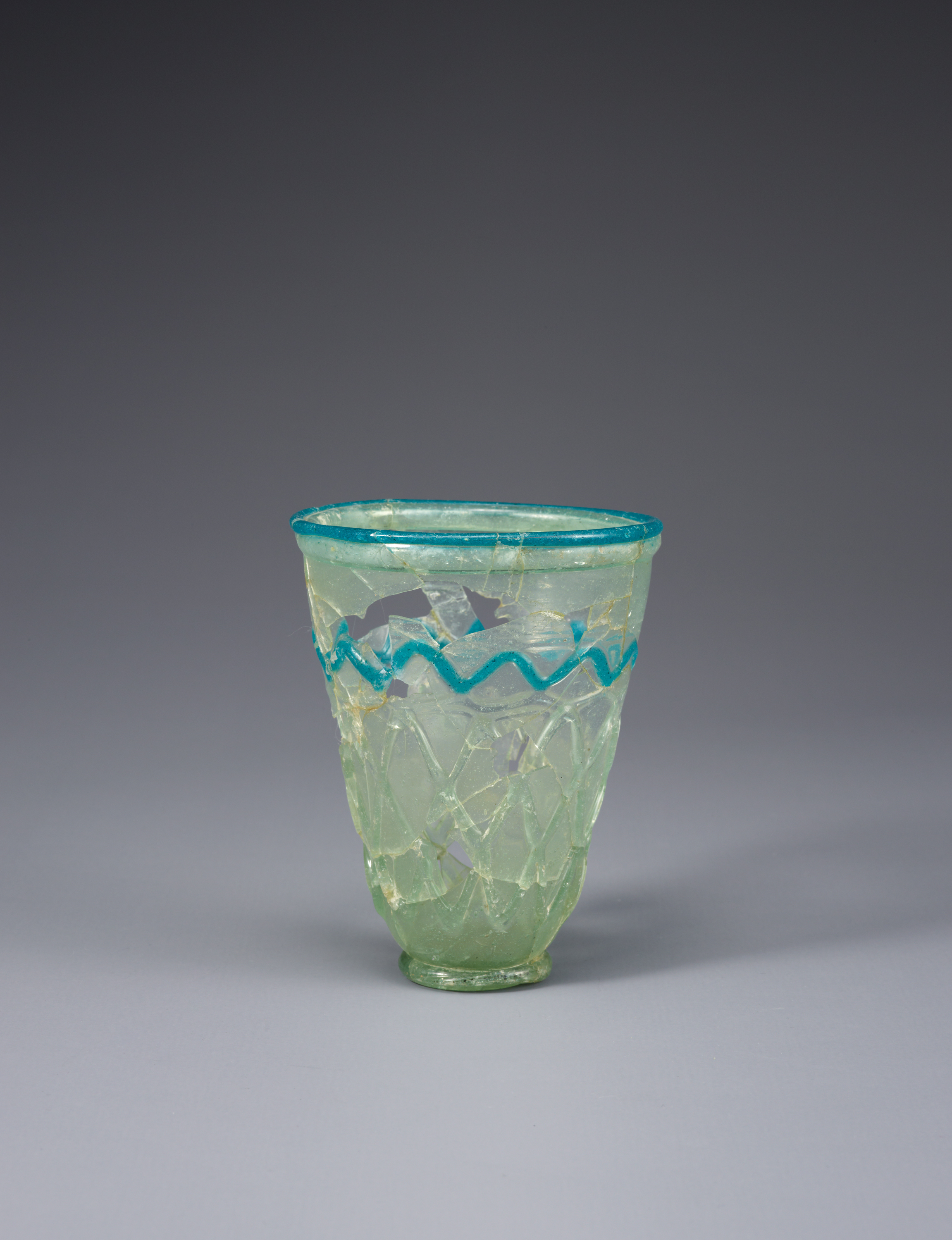

## 같이 보기
- 황남대총
- 경주 계림로 보검